# Derek Farr
Derek Farr (gebürtig Derrick Capel Farr; * 7. Februar 1912 in London-Brentford, Vereinigtes Königreich; † 22. März 1986 in London-Hillingdon, Vereinigtes Königreich) war ein britischer Schauspieler bei Bühne und Film.

## Leben und Wirken
Farr besuchte eine St. Michael’s School im Süden Englands, ehe er den Lehrerberuf ergriff. Mit 25 Jahren entschloss er sich zu einem Berufswechsel und ging als Schauspieler an die Bühne. Sein Debüt gab er in der Gate Revue. Bereits im Jahr darauf debütierte der gebürtige Londoner beim Film, der nur durch seinen Militärdienst im Zweiten Weltkrieg als Lieutenant bei der Royal Artillery (1941 bis 1945) unterbrochen wurde. Zunächst nur mit kleinen Rollen bedacht, sollte sich dies nach seiner Rückkehr in das Zivilleben ändern. Vor allem in den ausgehenden 1940er Jahren sah man ihn auch öfters mit Hauptrollen, allerdings nur in minder bedeutenden B-Filmen.
In späteren Jahren, wo Farr häufig auch in Fernsehproduktionen mitwirkte, spielte der Künstler Respektspersonen aller Arten: Gottesmänner (Reverends), Mediziner, Offiziere und immer wieder auch Adelige. Einer seiner bekanntesten Parts war der Group Captain Whitworth in dem Kriegsfilm in Mai 1943 – Die Zerstörung der Talsperren. In seinen späten Lebensjahren war Derek Farr mehrfach in Fernsehserien präsent; Dauerrollen übernahm er in Nightingale’s Boys, Die Mädchen aus dem Weltraum, Big Boy Now!, London Belongs to Me, Auf eigene Faust – eine Familienangelegenheit und Besuch aus Liliput, Farrs letzter Auftritt vor der Kamera. Derek Farr starb wenige Wochen nach seinem 74. Geburtstag an Krebs.
Derek Farr war ab 1947 mit der Berufskollegin Muriel Pavlow verheiratet, mit der er kurz zuvor in Der Mann, der zum Mörder wurde gemeinsam vor der Kamera gestanden hatte.

## Filmografie
- 1938: Miracles Do Happen
- 1938: Testflug QE 97 (Q Planes)
- 1939: The Outsider
- 1939: Inspector Hornleigh on Holiday
- 1940: Ruhige Hochzeit (Quiet Wedding)
- 1941: Spellbound
- 1941: Freedom Radio
- 1946: Jugendliebe (Quiet Weekend)
- 1946: Das dämonische Ich (Wanted for Murder)
- 1946: Tehran
- 1947: Code of Scotland Yard
- 1947: Der Mann, der zum Mörder wurde (The Shop at Sly Corner)
- 1948: Die seidene Schlinge (Noose)
- 1948: Straße des Lebens (Bond Street)
- 1948: Die Maske fällt (The Story of Shirley Yorke)
- 1949: Mann im Netz (Man on the Run)
- 1949: Das schweigende Dunkel (Silent Dust)
- 1950: Double Confession
- 1950: Mord ohne Täter (Murder Without Crime)
- 1951: Mit Küchenbenutzung (Young Wives’ Tale)
- 1952: Reluctant Heroes
- 1952: Little Big Shot
- 1953: Trial and Error
- 1954: Front Page Story
- 1954: Mai 1943 – Die Zerstörung der Talsperren (The Dam Busters)
- 1955: Lieber reich, aber glücklich (Value for Money)
- 1955: Der Mann, der sich selbst verlor (The Man in the Road)
- 1956: Hilfe, der Doktor kommt! (Doctor at Large)
- 1957: Interpol ruft Berlin (The Vicious Circle)
- 1957: Eine Stadt steht vor Gericht (Town on Trial)
- 1958: Fair Game (TV-Serie)
- 1959: Dangerous Ice
- 1961: Attempt to Kill
- 1966: Frankenstein 70 – Das Ungeheuer mit der Feuerklaue (The Projected Man)
- 1967: Trau keinem über 30 (30 Is a Dangerous Age, Cynthia)
- 1971: Papst Johanna (Pope Joan)
- 1972/73: Crossroads (TV-Serie)
- 1974: Nightingale’s Boys (TV-Serie)
- 1976: Die Mädchen aus dem Weltraum (Star Maidens)
- 1976/77: Big Boy Not (TV-Serie)
- 1977: London Belongs to Met (TV-Serie)
- 1980: Auf eigene Faust – eine Familienangelegenheit (Breakaway)
- 1983: The Second Part of Henry the Sixth
- 1983: The Tragedy of Richard III
- 1984: Winter Sunlight (TV-Mehrteiler)
- 1986: Besuch aus Liliput (The Return of the Antelope) (TV-Serie)